# Frappes de missiles de croisière de 1993 contre l'Irak
Pour les articles homonymes, voir Bushwhacker.
 (août 2023).
Le contenu est difficilement compréhensible vu les erreurs de traduction, qui sont peut-être dues à l'utilisation d'un logiciel de traduction automatique.
Les frappes de missiles de croisière de 1993 contre l'Irak (ou opération Bushwacker) ont été ordonnées par le président américain Bill Clinton à la fois en représailles et comme avertissement après la tentative d'assassinat par des agents irakiens présumés sur l'ancien président américain George H. W. Bush lors d'une visite au Koweït du 14 au 16 avril 1993.
Le 27 juin 1993, 23 missiles de croisière Tomahawk ont été lancés par deux navires de guerre de la marine américaine dans le centre-ville de Bagdad dans le cadre de l'opération Bushwacker. Ils ont touché un bâtiment qui était le siège du service de renseignement irakien dans le quartier de Mansour (en) à Bagdad. L'Irak a affirmé que neuf civils avaient été tués dans l'attaque et que trois maisons civiles avaient été détruites.

## Complot d'assassinat de George H. W. Bush
Dans la nuit du 13 avril 1993, un jour avant que George H. W. Bush se rende à Koweït pour commémorer la victoire de la coalition internationale contre l'Irak baasiste dans la guerre du golfe Persique, les autorités koweïtiennes ont arrêté 14 personnes soupçonnées d'avoir voulu tuer Bush à l'aide d'explosifs dissimulés dans une Toyota Land Cruiser. Apparemment le plan était de la faire exploser à l'université de Koweït City.
Les Koweïtiens ont récupéré le Land Cruiser, qui contenait entre 80 et 90 kilogrammes d'explosifs plastiques, composés majoritairement de RDX, reliés à un détonateur (appelé "appareil Bush" dans un rapport de laboratoire du FBI). Ils y ont également récupéré dix engins explosifs en plastique en forme de cube avec des détonateurs (appelés "bombes cubiques" dans un rapport de laboratoire du FBI).

### Responsabilité
Clinton était convaincu que l'attaque avait été orchestrée par le service de renseignement irakien grâce à deux éléments de preuve. 
Premièrement, les suspects du complot avaient fait des aveux détaillés aux agents du FBI au Koweït. Cependant, les accusés ont retiré ces aveux par la suite, obtenus selon eux sous la contrainte.
Deuxièmement, les experts du FBI et de la CIA ont affirmé que les voitures piégées capturées avaient été fabriquées en Irak, y compris une voiture piégée de 80 kilogrammes trouvée à Koweït le 14 avril. Cependant, ces explosifs ont été produits en masse dans tout le Moyen-Orient et pas seulement en Irak.
En octobre 1993, le journaliste d'investigation new-yorkais Seymour Hersh a qualifié la position du gouvernement américain de « gravement défectueuse », notant que sept experts en bombes lui avaient dit que les engins étaient produits en série et probablement pas fabriqués en Irak. En fin de compte, une analyse du Centre de mission antiterroriste de la CIA a conclu que le complot d'assassinat avait très probablement été fabriqué par les autorités koweïtiennes. Les analystes de la CIA ont conclu que le gouvernement koweïtien « avait peut-être alors décidé de prétendre que cette opération (de contrebande) était dirigée contre Bush » en expliquant les origines du complot d'assassinat présumé,.
En 1994, cinq irakiens et un koweïtien sont condamnés à mort pour ce complot, d'autres à des peines de prison. Le 20 mars 1995, la plus haute cour d'appel du Koweït confirme la peine de mort pour deux irakiens, Raed al-Asadi et Wali al-Ghazali, deux autres, Salem Nasser Roomi al-Shimmary et Bandar Ajeel al-Shimmary, voient leur peine commuée en emprisonnement à vie, la peine d'un troisième Irakien, Adel Ismael al-Otaibi, a été réduite à 15 ans de prison suivis d'une expulsion, le koweïtien Bader Jead al-Shimmary est condamné finalement à cinq de prison pour trafic d'alcool.
En 1997, un rapport de l'inspection générale du département de la Justice des États-Unis (DoJ), saisie après des allégations de mauvaise interprétation des résultats du laboratoire du FBI après interrogatoires des représentants du DoJ, du FBI et de la CIA, déclare que l'administration américaine disposait d'informations importantes et d'autres preuves indiquant une implication irakienne en plus de l'identification du matériel explosif.

## Frappes de missiles
Entre 1 h 0 du matin et 2 h 0 du matin, heure locale, dans la nuit du 26 au 27 juin 1993, 23 missiles de croisière BGM-109 Tomahawk ont été lancés par deux navires de guerre de la marine américaine dans le centre-ville de Bagdad. 16 ont touché le bâtiment du siège du service de renseignement militaire irakien dans le quartier de Mansour à Bagdad, 4 autres sont tombés dans l'enceinte de ce complexe. L'Irak a affirmé que neuf civils avaient été tués dans l'attaque et que trois maisons civiles avaient été détruites. Les rapports ultérieurs contradictoires indiquent 6 à 8 civils tués et une vingtaine de blessés car 3 missiles ont raté leur cible.
Les missiles ont été tirés depuis le destroyer USS Peterson (en) de la classe Spruance (14 missiles) en mer Rouge et le croiseur USS Chancellorsville (en) de la classe Ticonderoga (9 missiles) dans le golfe Persique.
Le secrétaire à la Défense, Les Aspin, a déclaré dans une interview du 27 juin 1993 au Washington Post :

« Ce que nous faisons, c'est envoyer un message contre les personnes qui étaient responsables de la planification de cette opération [...] [Si] quelqu'un demande aux mêmes personnes de recommencer, ils se souviendront de ce message. »